# Coppa d'Asia 2004
La Coppa d'Asia 2004 è stata la tredicesima edizione della Coppa d'Asia. La fase finale si è disputata tra il 17 luglio e il 7 agosto 2004 in Cina.
La finale fra la Cina organizzatrice del torneo e il Giappone detentore del titolo ha fatto registrare la terza affermazione della squadra nipponica nella manifestazione.
Il torneo fu caratterizzato dall'inattesa eliminazione dell'Arabia Saudita al primo turno e da un'altrettanto sorprendente performance del Bahrein, giunto quarto. La finale fu segnata da qualche leggero disordine provocato dai tifosi cinesi vicino al cancello nord dello Stadio dei Lavoratori di Pechino, tensioni provocate dal sentimento anti-giapponese diffuso in Cina dovuto a fatti storici.

## Stadi
| Pechino Chongqing Jinan Chengdu | Pechino                          | Chongqing                                        | Jinan                       | Chengdu                                 |
| Pechino Chongqing Jinan Chengdu | Stadio dei Lavoratori di Pechino | Stadio del Centro sportivo olimpico di Chongqing | Centro sportivo di Shandong | Stadio calcistico Longquanyi di Chengdu |
| Pechino Chongqing Jinan Chengdu | Capienza: 66 161                 | Capienza: 58 680                                 | Capienza: 27 333            | Capienza: 30 800                        |
| Pechino Chongqing Jinan Chengdu |                                  |                                                  |                             |                                         |

## Squadre partecipanti
| Squadra             | Partecipante in quanto                    | Data di qualificazione | Partecipazioni precedenti al torneo                      | Ultima presenza          |
| ------------------- | ----------------------------------------- | ---------------------- | -------------------------------------------------------- | ------------------------ |
| Cina                | Paese ospitante                           | 28 ottobre 2000        | 7 (1976, 1980, 1984, 1988, 1992, 1996, 2000)             | Libano 2000              |
| Giappone            | Vincitore della Coppa d'Asia 2000         | 26 ottobre 2000        | 4 (1988, 1992, 1996, 2000)                               | Libano 2000              |
| Kuwait              | Vincitore del Gruppo B di qualificazione  | 5 ottobre 2003         | 7 (1972, 1976, 1980, 1984, 1988, 1996, 2000)             | Libano 2000              |
| Arabia Saudita      | Vincitrice del Gruppo C di qualificazione | 15 ottobre 2003        | 5 (1984, 1988, 1992, 1996, 2000)                         | Libano 2000              |
| Indonesia           | Seconda nel Gruppo C di qualificazione    | 15 ottobre             | 2 (1996, 2000)                                           | Libano 2000              |
| Oman                | Vincitore del Gruppo E di qualificazione  | 21 ottobre 2003        | −                                                        | Esordiente               |
| Iraq                | Vincitore del Gruppo E di qualificazione  | 22 ottobre 2003        | 4 (1972, 1976, 1996, 2000)                               | Libano 2000              |
| Bahrein             | Secondo nel Gruppo F di qualificazione    | 22 ottobre 2003        | 1 (1988)                                                 | Qatar 1988               |
| Corea del Sud       | Seconda nel Gruppo D di qualificazione    | 24 ottobre 2003        | 9 (1956, 1960, 1964, 1972, 1980, 1984, 1988, 1996, 2000) | Libano 2000              |
| Giordania           | Seconda nel Gruppo D di qualificazione    | 18 novembre 2003       | −                                                        | Esordiente               |
| Emirati Arabi Uniti | Secondi nel Gruppo G di qualificazione    | 18 novembre 2003       | 5 (1980, 1984, 1988, 1992, 1996)                         | Emirati Arabi Uniti 1996 |
| Uzbekistan          | Vincitore del Gruppo A di qualificazione  | 19 novembre 2003       | 2 (1996, 2000)                                           | Libano 2000              |
| Qatar               | Secondo nel Gruppo B di qualificazione    | 19 novembre 2003       | 5 (1980, 1984, 1988, 1992, 2000)                         | Libano 2000              |
| Iran                | Vincitore del Gruppo D di qualificazione  | 19 novembre 2003       | 9 (1968, 1972, 1976, 1980, 1984, 1988, 1992, 1996, 2000) | Libano 2000              |
| Thailandia          | Seconda nel Gruppo A di qualificazione    | 21 novembre 2003       | 4 (1972, 1992, 1996, 2000)                               | Libano 2000              |
| Turkmenistan        | Vincitore del Gruppo G di qualificazione  | 28 novembre 2003       | −                                                        | Esordiente               |

Nota bene: nella sezione "partecipazioni precedenti al torneo", le date in grassetto indicano che la nazione ha vinto quella edizione del torneo, mentre le date in corsivo indicano la nazione ospitante.

## Risultati

### Gruppo A
| Squadra   | Pts | G | V | N | P | GF | GS | DR |
| --------- | --- | - | - | - | - | -- | -- | -- |
| Cina      | 7   | 3 | 2 | 1 | 0 | 8  | 2  | +6 |
| Bahrein   | 5   | 3 | 1 | 2 | 0 | 6  | 4  | +2 |
| Indonesia | 3   | 3 | 1 | 0 | 2 | 3  | 9  | -6 |
| Qatar     | 1   | 3 | 0 | 1 | 2 | 2  | 4  | -2 |

#### Risultati
| Arbitro: | Subkhiddin Mohd Salleh |

|                                   |           |                          |
| Zheng Zhi 58’ Li Jinyu 66’ (rig.) | Marcatori | 41’ M. Hubail 89’ H. Ali |

| Arbitro: | Masoud Moradi |

|                |           |                           |
| M. Mohamed 83’ | Marcatori | 26’ Sudarsono 48’ Astaman |

| Arbitro: | Toru Kamikawa |

|                 |           |                  |
| M. Hubail 90+1’ | Marcatori | 58’ (rig.) Rizik |

| Arbitro: | Talaat Najm |

|                                                           |           |  |
| Shao Jiayi 24’, 65’ Hao Haidong 39’ Li Ming 51’ Li Yi 80’ | Marcatori |  |

| Arbitro: | Coffi Codjia |

|                                        |           |           |
| H. Ali 43’ A. Hubail 57’ T. Yousef 82’ | Marcatori | 75’ Aiboy |

| Arbitro: | Masoud Moradi |

|                |           |  |
| Xu Yunlong 78’ | Marcatori |  |

### Gruppo B
| Squadra             | Pts | G | V | N | P | GF | GS | DR |
| ------------------- | --- | - | - | - | - | -- | -- | -- |
| Corea del Sud       | 7   | 3 | 2 | 1 | 0 | 6  | 0  | +6 |
| Giordania           | 5   | 3 | 1 | 2 | 0 | 2  | 0  | +2 |
| Kuwait              | 3   | 3 | 1 | 0 | 2 | 3  | 7  | -4 |
| Emirati Arabi Uniti | 1   | 3 | 0 | 1 | 2 | 1  | 5  | -4 |

#### Risultati
| Jinan 19 luglio 2004, ore 18:30 UTC+8 1ª giornata | Corea del Sud  | 0 – 0 referto | Giordania | Shandong Sports Center (26.000 spett.)\| Arbitro: \| Shamsul Maidin \| |
| Arbitro:                                          | Shamsul Maidin |               |           |                                                                        |

| Arbitro: | Naser Al-Hamdan |

|                                   |           |            |
| B. Abdullah 25’ Al-Mutwa 40’, 45’ | Marcatori | 47’ Rashid |

| Arbitro: | Lu Jun |

|                            |           |  |
| Sa'ed 90+2’ Al-Zboun 90+3’ | Marcatori |  |

| Arbitro: | Ravshan Irmatov |

|  |           |                                       |
|  | Marcatori | 41’ Lee Dong-gook 90+1’ Ahn Jung-hwan |

| Arbitro: | Shamsul Maidin |

|                                                          |           |  |
| Lee Dong-gook 24’, 40’ Cha Du-ri 45+1’ Ahn Jung-hwan 75’ | Marcatori |  |

| Pechino 27 luglio 2004, ore 19:00 UTC+8 3ª giornata | Giordania   | 0 – 0 referto | Emirati Arabi Uniti | Stadio dei Lavoratori (25.000 spett.)\| Arbitro: \| Talaat Najm \| |
| Arbitro:                                            | Talaat Najm |               |                     |                                                                    |

### Gruppo C
| Squadra        | Pts | G | V | N | P | GF | GS | DR |
| -------------- | --- | - | - | - | - | -- | -- | -- |
| Uzbekistan     | 9   | 3 | 3 | 0 | 0 | 3  | 0  | +3 |
| Iraq           | 6   | 3 | 2 | 0 | 1 | 5  | 4  | +1 |
| Turkmenistan   | 1   | 3 | 0 | 1 | 2 | 4  | 6  | -2 |
| Arabia Saudita | 1   | 3 | 0 | 1 | 2 | 3  | 5  | -2 |

#### Risultati
| Arbitro: | Chaiwat Kunsata |

|                           |           |                           |
| Al-Qahtani 9’ (rig.), 59’ | Marcatori | 7’ Bayramov 90+3’ Kuliyev |

| Arbitro: | Kwon Jong-chul |

|  |           |             |
|  | Marcatori | 22’ Kasimov |

| Arbitro: | Saad Kamil Al-Fadhli |

|                          |           |                                         |
| Bayramov 14’ Kuliyev 85’ | Marcatori | 12’ H. M. Mohammed 81’ Farhan 88’ Munir |

| Arbitro: | Coffi Codjia |

|             |           |  |
| Geynrih 11’ | Marcatori |  |

| Arbitro: | Kwon Jong-chul |

|                   |           |                          |
| Al-Montashari 56’ | Marcatori | 50’ Akram 86’ Y. Mahmoud |

| Arbitro: | Mohammed Kousa |

|  |           |             |
|  | Marcatori | 57’ Kasimov |

### Gruppo D
| Squadra    | Pts | G | V | N | P | GF | GS | DR |
| ---------- | --- | - | - | - | - | -- | -- | -- |
| Giappone   | 7   | 3 | 2 | 1 | 0 | 5  | 1  | +4 |
| Iran       | 5   | 3 | 1 | 2 | 0 | 5  | 2  | +3 |
| Oman       | 4   | 3 | 1 | 1 | 1 | 4  | 3  | +1 |
| Thailandia | 0   | 3 | 0 | 0 | 3 | 1  | 9  | -8 |

#### Risultati
| Arbitro: | Mark Shield |

|              |           |  |
| Nakamura 33’ | Marcatori |  |

| Arbitro: | Mohammad Kousa |

|                                          |           |  |
| Enayati 71’ Nekounam 80’ Daei 86’ (rig.) | Marcatori |  |

| Arbitro: | Abdul Rahman Al-Delawar |

|                   |           |                          |
| Al-Hosni 31’, 40’ | Marcatori | 61’ Karimi 90+4’ Nosrati |

| Arbitro: | Fareed Al-Marzouqi |

|           |           |                                              |
| Sutee 12’ | Marcatori | 61’ Nakamura 57’, 87’ Nakazawa 68’ Fukunishi |

| Arbitro: | Lu Jun |

|                                 |           |  |
| Rangsan 15’ (aut.) Al-Hosni 49’ | Marcatori |  |

| Chongqing 28 luglio 2004, ore 18:15 UTC+8 3ª giornata | Giappone    | 0 – 0 referto | Iran | Chongqing Olympic Sports Center (52.000 spett.)\| Arbitro: \| Mark Shield \| |
| Arbitro:                                              | Mark Shield |               |      |                                                                              |

### Fase a eliminazione diretta

#### Tabellone
|  | Quarti di finale   | Quarti di finale |               |         | Semifinali                | Semifinali                |  |  | Finale        | Finale |
|  |                    |                  |               |         |                           |                           |  |  |               |        |
|  | 30 luglio 2004     |                  |               |         |                           |                           |  |  |               |        |
|  |                    |                  |               |         |                           |                           |  |  |               |        |
|  | 1A. Cina           | 3                |               |         |                           |                           |  |  |               |        |
|  | 1A. Cina           | 3                | 3 agosto 2004 |         |                           |                           |  |  |               |        |
|  | 2C. Iraq           | 0                |               |         |                           |                           |  |  |               |        |
|  | 2C. Iraq           | 0                | Cina (dtr)    | 1 (4)   |                           |                           |  |  |               |        |
|  | 31 luglio 2004     |                  | Cina (dtr)    | 1 (4)   |                           |                           |  |  |               |        |
|  |                    | Iran             | 1 (3)         |         |                           |                           |  |  |               |        |
|  | 1B. Corea del Sud  | Iran             | 1 (3)         | 3       |                           |                           |  |  |               |        |
|  | 1B. Corea del Sud  |                  | 7 agosto 2004 | 3       |                           |                           |  |  |               |        |
|  | 2D. Iran           | 4                |               |         |                           |                           |  |  |               |        |
|  | 2D. Iran           | 4                | Cina          | 1       |                           |                           |  |  |               |        |
|  | 30 luglio 2004     |                  | Cina          | 1       |                           |                           |  |  |               |        |
|  |                    | Giappone         | 3             |         |                           |                           |  |  |               |        |
|  | 1C. Uzbekistan     | Giappone         | 3             | 2 (3)   |                           |                           |  |  |               |        |
|  | 1C. Uzbekistan     | 3 agosto 2004    |               | 2 (3)   |                           |                           |  |  |               |        |
|  | 2A. Bahrein (dtr)  | 2 (4)            |               |         |                           |                           |  |  |               |        |
|  | 2A. Bahrein (dtr)  | 2 (4)            | Bahrein       | 3       | Finale per il terzo posto | Finale per il terzo posto |  |  |               |        |
|  | 31 luglio 2004     |                  | Bahrein       | 3       | Finale per il terzo posto | Finale per il terzo posto |  |  |               |        |
|  |                    | Giappone (dts)   | 4             |         |                           |                           |  |  |               |        |
|  | 1D. Giappone (dtr) | Giappone (dts)   | 4             | 1 (4)   | Iran                      | 4                         |  |  |               |        |
|  | 1D. Giappone (dtr) |                  |               | 1 (4)   | Iran                      | 4                         |  |  |               |        |
|  | 2B. Giordania      | 1 (3)            |               | Bahrein | 2                         |                           |  |  |               |        |
|  | 2B. Giordania      | 1 (3)            |               |         | 2                         |                           |  |  |               |        |
|  |                    |                  |               |         |                           |                           |  |  | 6 agosto 2004 |        |
|  |                    |                  |               |         |                           |                           |  |  |               |        |

#### Quarti di finale
| Arbitro: | Kwon Jong-Chul |

|                                           |                      |                                        |
| Geynrih 60’ Shishelov 86’                 | Marcatori            | 71’, 76’ A. Hubail                     |
| Fyodorov Jeparov Geynrih Bikmaev Koshelev | Tiri di rigore 3 – 4 | H. Ali Juma Ahmed Abdulla Farhan Ala'a |

| Arbitro: | Shamsul Maidin |

|                                                   |           |  |
| Hao Haidong 8’ Zheng Zhi 79’ (rig.), 90+2’ (rig.) | Marcatori |  |

| Arbitro: | Subkhiddin Mohd Salleh |

|                                                         |                      |                                                                |
| Suzuki 14’                                              | Marcatori            | 11’ Shelbaieh                                                  |
| Nakamura Alex Fukunishi Nakata Suzuki Nakazawa Miyamoto | Tiri di rigore 4 – 3 | Abu Zema Al-Awadat Aqel Al-Shboul Ibrahim Al-Zboun Bani Yaseen |

| Arbitro: | Shamsul Maidin |

|                                                    |           |                                              |
| Seol Ki-hyeon 16’ Lee Dong-gook 25’ Kim Nam-il 68’ | Marcatori | 10’, 20’, 77’ Karimi 51’ (aut.) Park Jin-sub |

#### Semifinali
| Arbitro: | Shamsul Maidin |

|                          |           |                                         |
| Hubail 7’, 71’ Naser 85’ | Marcatori | 48’ Nakata 55’, 93’ Tamada 90’ Nakazawa |

| Arbitro: | Talaat Najm |

|                                                        |                      |                                              |
| Shao Jiayi 18’                                         | Marcatori            | 38’ Alavi                                    |
| Zheng Zhi Zhao Junzhe Li Xiaopeng Sun Xiang Shao Jiayi | Tiri di rigore 4 – 3 | Daei Mahdavikia Nekounam Mobali Golmohammadi |

#### Finale 3º posto
| Arbitro: | Fareed Al-Marzouqi |

|                                             |           |                       |
| Nekounam 9’ Karimi 52’ Daei 80’ (rig.), 90’ | Marcatori | 48’ Yousef 57’ Farhan |

#### Finale
| Arbitro: | Saad Kamil Al-Fadhli |

|             |           |                                       |
| Li Ming 31’ | Marcatori | 22’ Fukunishi 65’ Nakata 90+1’ Tamada |

## Premi
| Vincitori Coppa d'Asia AFC 2004 |
| ------------------------------- |
| Giappone Terzo titolo           |

| Miglior giocatore | Capocannoniere          |
| ----------------- | ----------------------- |
| Shunsuke Nakamura | A'ala Hubail Ali Karimi |

### Squadra ideale
| Portieri             | Difensori                                  | Centrocampisti                                        | Attaccanti                               |
| -------------------- | ------------------------------------------ | ----------------------------------------------------- | ---------------------------------------- |
| Yoshikatsu Kawaguchi | Tsuneyasu Miyamoto Yūji Nakazawa Zheng Zhi | Shunsuke Nakamura Shao Jiayi Zhao Junzhe Talal Yousef | A'ala Hubail Ali Karimi Mehdi Mahdavikia |

## Marcatori
5 reti
- A'ala Hubail
- Ali Karimi

4 reti
- Lee Dong-gook

3 reti
- Shao Jiayi
- Zheng Zhi

- Ali Daei
- Yūji Nakazawa

- Keiji Tamada
- Amad Al Hosni

2 reti
- Husain Ali
- Mohamed Hubail
- Talal Yousef
- Hao Haidong

- Li Ming
- Javad Nekounam
- Takashi Fukunishi
- Shunsuke Nakamura

- Kōji Nakata
- Ahn Jung-hwan
- Bader Al-Mutwa
- Yasser Al-Qahtani

- Nazar Bayramov
- Begenchmuhammed Kuliyev
- Aleksandr Geynrih
- Mirdjalal Kasimov

1 rete
- Saleh Farhan
- Duaij Naser
- Li Jinyu
- Li Yi
- Xu Yunlong
- Cha Doo-Ri
- Seol Ki-Hyeon
- Kim Nam-Il
- Elie Aiboy
- Ponaryo Astaman

- Budi Sudarsono
- Mohammad Alavi
- Reza Enayati
- Mohammad Nosrati
- Nashat Akram
- Razzaq Farhan
- Younis Mahmoud
- Hawar Mulla Mohammed
- Qusay Munir
- Takayuki Suzuki

- Anas Al-Zboun
- Khaled Sa'ed
- Mahmoud Shelbaieh
- Bashar Abdullah
- Magid Mohamed
- Wesam Rizik
- Hamad Al-Montashari
- Sutee Suksomkit
- Mohamed Rashid
- Vladimir Shishelov

Autoreti
- Park Jin-sub (1, pro  Iran)
- Rangsan Viwatchaichok (1, pro  Oman)
- Bashir Saeed (1, pro  Kuwait)